# 白岩青年駅
白岩青年駅（ペガムチョンニョンえき）は朝鮮民主主義人民共和国両江道白岩郡にある朝鮮民主主義人民共和国鉄道省白頭山青年線と白茂線の駅である。

## 概要
平壌駅から直通の急行列車が運行されている。